# Ротта (музыкальный инструмент)

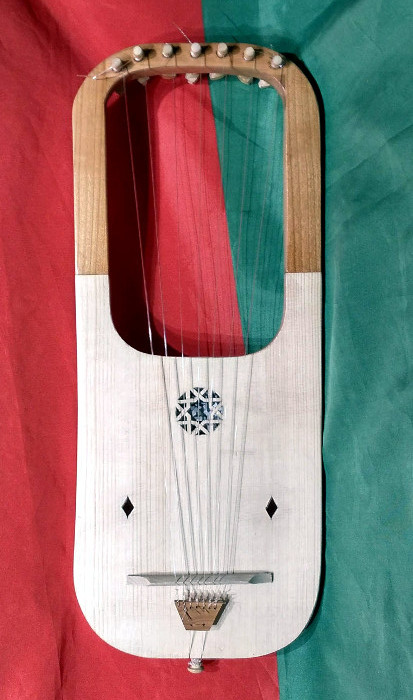
Реконструкция англосаксонской лиры

Ро́тта (др.-в.-нем. Rotte), ро́та (лат. rota) — старинный струнный музыкальный инструмент типа лиры. Был распространён в Западной Европе, особенно в германских землях (отсюда его альтернативное название «германская лира»). Первоначально ротта была щипковым инструментом, с IX—X веков на ней также играли смычком.
Одной из древнейших изображений данного инструмента является каменная статуэтка из метагорнблендита высотой около 43 см, обнаруженная в 1988 году во время раскопок кельтского городища неподалёку от города Поль в департаменте Кот-д'Армор в Бретани, существовавшего с V до I вв. до н. э. Находка датируется II в. до н.э. и изображает человека с гривной-торквесом на шее и держащим в руках ротту (несмотря на несколько округлый корпус, как у древнегреческих и древнеримских лир, в целом конструктивно инструмент аналогичен древнегерманским роттам). Считается, что на статуэтке изображён бард. Ныне статуэтка хранится в Ренне. Трёхмерная оцифровка и дальнейшее обследование находки позволило создать реконструкцию изображённой ротты. В качестве материала был использован ясень. Также известны изображения подобного инструмента и на кельтских монетах.
Древнейшие фрагменты ротты, датируемые VI—V в. до н.э., были обнаружены в 2012 году в пещере на шотландском острове Скай. Найденный в пещере обгоревший и частично отломанный деревянный фрагмент, вероятно, фрагмент порожка лиры, является древнейшей находкой струнных инструментов в Европе и в частности древнейшей на территории Шотландии. В 2006 году в той же самой пещере был обнаружен тайник с костяными и роговыми наконечниками, датируемыми тем же периодом. Семь из них имели нехарактерные следы износа, что с учётом имеющейся находки, может свидетельствовать о том, что они могли быть колками инструмента. Вторыми по древности являются остатки ротты V в., найденные в саксонском захоронении в Абингдоне (Англия), и выставленные в местном музее. Экземпляры ротты найдены также в могильнике Саттон-Ху (графство Саффолк, Англия), на территории Германии в Оберфлахте (земля Баден-Вюртемберг), а также во франкской гробнице церкви св. Северина в Кёльне (оба экземпляра датированы VI—VII вв.). Известным экземпляром данного инструмента является лира, обнаруженная в 2001/2002 году в могильнике под Троссингеном (Баден-Вюртемберг). Экземпляр из Троссингена, датируемый VI в., является наиболее сохранившимся, в частности, на корпусе сохранилась резьба: в виде орнамента вокруг «окна», а на деке изображён отряд воинов. Кроме того, до наших дней дошли колки и струнодержатель. Конструктивное сходство с роттой обнаруживают лирообразные гусли — более поздние щипковые инструменты из Великого Новгорода, Ополе и Гданьска (все XI—XIII вв.). Древнейшая скандинавская ротта (из норвежского Нумедаля, область Бускеруд) датируется ориентировочно XIV веком и выставлена в постоянной экспозиции Норвежского музея истории культуры в Осло. Всего насчитывается 26 археологических находок этих инструментов, из них восемь — в Великобритании и семь — в Германии.
Близкий ротте по конструкции инструмент — кельтская крота.